# Platypalpus subulifera
Platypalpus subulifera är en tvåvingeart som först beskrevs av Meijere 1914.  Platypalpus subulifera ingår i släktet Platypalpus och familjen puckeldansflugor. Inga underarter finns listade i Catalogue of Life.